# Al Beadle
Alfred Newman Beadle V (1927-1998) fue un arquitecto del movimiento moderno estadounidense que estuvo activo en Phoenix. Arizona.
Durante su vida, Beadle fue conocido por diseñar el Case Study Apartment # 1, un desarrollo de apartamentos de tres unidades conocido como Triad en Phoenix, que fue parte del programa Case Study Houses de la revista Arts & Architecture. Más recientemente, Beadle ha sido redescubierto por su elegante catálogo de viviendas residenciales de mediados de siglo y por su influencia en el movimiento moderno del desierto. Toda la producción de Beadle refleja un lenguaje moderno riguroso y rectilíneo consistente con el trabajo de Mies van der Rohe, Richard Neutra y las casas de estructura de acero de la posguerra tipificadas por los experimentos de las Case Study Houses.

## Trayectoria
Formado en la construcción durante la Segunda Guerra Mundial como Seabee, Beadle se trasladó a Phoenix a principios de la década de 1950 y construyó una gran variedad de proyectos comerciales y residenciales, incluido un desarrollo de viviendas completo llamado Paradise Gardens (aunque se desvinculó del proyecto antes de que se completara), y el hito local del Safari Resort en Scottsdale (ya demolido). 
Su falta de un título de arquitectura para profesionales lo puso en dificultades y, en algún momento, fue acusado de practicar sin licencia. El estado de Arizona quiso favorecerle, dándole una licencia, pero él se negó a aceptarlo y quiso pasar la prueba y la pasó. Como parte de su defensa su abogado señaló que otro arquitecto, Frank Lloyd Wright, había practicado sin las debidas credenciales.
Beadle ganó numerosos premios: de la A. I. A., American Steel Institute, tres premios, el premio Valle Hermoso , el AZ, de la Revista Architectural Record. Su trabajo ha sido presentado en muchas publicaciones de arquitectura nacionales e internacionales (Italia, Alemania y Reino Unido). Architectural Record House, ha elegido una de sus casas dentro de las 50 mejores casas en los últimos 25 años. Presentado en tapa dura libro titulado "El Mejor Récord en las Casas de los Últimos 25 Años". 
Con sus principales obras en Phoenix, Chicago, Salt Lake City, Los Ángeles, San Diego y Albuquerque. Bio-Croquis le ha incluido en el "Quién es Quién en América, 1978" y en "Quién es Quién en el Mundo de 1982".
Diseñó y supervisó la construcción de las Torres Ejecutivas de 21 pisos en 1963, que se convirtió en el rascacielos más alto de Phoenix, cuando solo tenía 37 años. 
En 1993, el Colegio de Arquitectura y Diseño Ambiental de la ASU realizó una exposición de un mes sobre "Construcciones: Edificios en Arizona de Alfred Newman Beadle". El Architecture College le concedió un premio de servicio distinguido a Beadle.

## Obras seleccionadas
- 1950 Beadle Home # 1 Minnetonka Minnesota
- 1950 Beadle Home # 2 Minnetonka Minnesota
- Beadle Home 1951 # 3 Phoenix
- 1951 Beadle Home # 4 Royal Palm Villa, Phoenix
- 1952 Fingado House # 1, Phoenix
- 1954 Beadle Home # 6 Puertas Blancas, Phoenix
- 1955 Stiner House, Phoenix
- 1955 Beadle Home # 7 Gossick Home, Paradise Valley
- 1955 Beadle Home # 8 Uhlmann Home, Phoenix
- Beadle Home 1956 # 10, Phoenix
- 1956 Safari Hotel, Scottsdale (demolido)
- 1957 Fingado House # 2, Phoenix (Destruido por el fuego)
- 1958 Ubicación de la cafetería Thomas de Ferguson (demolida)
- 1959 Ubicación de Ferguson's Cafetería 7th Ave (demolida)
- 1959 Grandview Gardens Apartments, Phoenix
- 1960 Totem Plaza, Phoenix
- 1960 Ubicación de la escuela india de la cafetería de Ferguson (demolida)
- 1960 Paradise Gardens Tract Housing, Phoenix
- 1960 Melrose Market, Phoenix
- 196? Pista de hielo Arcadia, Phoenix
- 1963 Roman Roads Apartments / Multi-Family
- 1963 Torres ejecutivas, Phoenix, NRHP listado[2]
- 1963 Beadle Home # 11, Phoenix NRHP listado[3]
- 1963 The Boardwalk Apartments, Phoenix
- 1963 Three Fountains Apartments, Phoenix
- 1963 The Triad Apartments, Phoenix (el único proyecto de Case Study Houses fuera de California)
- 1966 Beadle Home # 12, Phoenix (originalmente construido por Edward Killingsworth en 1957, renovado por Beadle en 1966. La casa de invitados eventualmente se convertiría en la casa Beadle 13)[4]
- 1967 Edificio IBEW, Phoenix
- 1967 Residencia Bragiotti, Phoenix
- 1968 Edificio médico 5th Ave, Phoenix
- 1969 Federal Plaza, Phoenix
- 1970 Driggs Residence, Paradise Valley
- 1971 Mountain Bell Office, Phoenix (demolido)
- 1972 3456, Camino del Río North, San Diego, California,
- 1973 Patrick Home, Scottsdale
- 1973 Broadway Plaza, Salt Lake City
- 1974 Edificio médico de Misuri, Phoenix
- 1975 Cove Landing Apartment Towers, Lombard Illinois[5]
- 1975 Cove Landing Yacht Club, Lombard, Illinois
- 1978 Beadle Home # 13, Phoenix (originalmente construida en 1957 como la casa de invitados para la casa 12 de Beadle, pero en 1978 Beadle dividió la parcela y la renovó y expandió ampliamente para la familia Shelor)
- 1978 Camelback Place, Phoenix
- 1978 Residencia Schupak, Phoenix
- 1982 Copenhague, Tempe
- 1985 Oficina de la calle 12, Phoenix
- 1988 Metrocentre, Albuquerque
- 1994 Novak Home, North Phoenix (comúnmente conocido como Hawks Nest)
- 1998 Gruber House, Phoenix
- 2017 Beadle House, Palm Springs CA (originalmente diseñado por Beadle en la década de 1970 para ser construido en Paradise Valley AZ, en cambio, la casa fue construida en Palm Springs por el arquitecto Lance O'Donnell)[6]